# Штабний провулок (Одеса)
Штабний провулок — коротка (125 метрів) вулиця в Одесі, в історичному районі міста, від Канатної вулиці до вулиці Ямчитського. Виходить до площі Куликового поля.

## Історія
Був так названий, бо знаходились тут командні військові установи.

## Пам'ятки
- Корпус штабу Військово-морських сил України — колишній корпус штабу Одеського військового округу (архітектор Рудницький С. І., 1903—1904).

- Одеська обласна державна адміністрація.

- Прибуткові будинки Л. Гольденгорна (архітектор Влодек Л. Л., поч. 1900-х рр).[1]